# Rutschen
Rutschen ist ein mit Verordnung des Regierungspräsidiums Tübingen vom 15. Oktober 1983 ausgewiesenes Naturschutzgebiet mit der Nummer 4.112. In der Änderungsverordnung vom 9. Dezember 1997 wird der Kletterbetrieb an den Felsen des Schutzgebiets genauer reglementiert.

## Lage
Das Naturschutzgebiet befindet sich im Naturraum Mittlere Kuppenalb. Es liegt am Albtrauf südlich von Dettingen an der Erms, westlich von Bad Urach, nördlich der Gemarkung Bleichstetten und östlich vom Gestütshof St. Johann. Der Uracher Wasserfall liegt im Zentrum des Gebiets. Das NSG ist sowohl Teil des FFH-Gebiets Nr. 7522-341 Uracher Talspinne als auch des Vogelschutzgebiets Nr. 7422-441 Mittlere Schwäbische Alb. Das Naturschutzgebiet liegt vollständig im Biosphärengebiet Schwäbische Alb.

## Namensherkunft und Geschichte
Im Bereich der Rutschenquelle, die in einem Maar des Schwäbischen Vulkans entspringt, wurden Siedlungsspuren nachgewiesen, die in Zusammenhang mit der vorchristlichen Besiedlung des benachbarten Runden Bergs stehen. Die steile Abbruchkante der Albhochwiese, trug in der Forstbeschreibung Urachs von 1520 noch den Namen „uff langen Velsen“ und wurde später „Angelfelsen“ genannt. Erst mit dem Bau der Holzrutsche (später einer Eisenrutsche), die ab 1680 begann, wurde der heutige Name „Rutschenfelsen“ gebräuchlich. Das auf der Albhochfläche geschlagene Scheiterholz wurde über glatte Röhren, mit großer Geschwindigkeit und weithin hörbarem Getöse, in das Brühltal abgelassen und über die Erms und schließlich dem Neckar nach Stuttgart geflößt.
Um für die Unterbringung der Ochsengespanne zu sorgen, die zum Herankarren der Scheite benötigt wurden, kam es 1681 zum Bau des in Anlehnung sogenannten Rutschenhofs, der 1815 durch einen Fohlenstall erweitert und 1828 nach Verkauf durch den Staat an die Gemeinde Bleichstetten jedoch abgebrochen wurde. Heute befindet sich dort ein Grillplatz und eine Schutzhütte.

## Schutzzweck
Laut Verordnung ist der Schutzzweck die Erhaltung von Lebensräumen, deren Nutzung wegen der hohen Reliefenergie erschwert ist und die daher naturnah geblieben sind:
- landschaftsprägende geologische Bildungen wie Felspartien und Kalktuffbildungen (Wasserfälle);
- trockenwarme bis humide Laubmischwaldgesellschaften, Felsstandorte mit Trockenrasen und Mauerfugengesellschaften sowie reliktische feuchtigkeitsgebundene Pflanzengesellschaften;
- Lebensräume zum Teil ausgesprochen seltener Insekten und Amphibien sowie engere Lebensräume insbesondere durch menschliche Störungen gefährdeter Fledermausarten und sehr seltener, zum Teil felsbewohnender Vogelarten;
- Grünland zur Vervollständigung der Lebensraumeinheit Wald/Wiese wegen der bestehenden und für die Erhaltung der faunistischen Lebensgemeinschaften notwendigen Wechselbeziehungen.

## Flora und Fauna
Im Gebiet sind die gefährdeten Pflanzen Hirschzungenfarn und Pfingstnelke beheimatet. Die stark gefährdete Käferart Alpenbock ist in den Buchenwäldern des Gebiets verbreitet.